# 政治行動委員会
政治行動委員会（せいじこうどういいんかい、英: political action committee、略称：PAC）とは、アメリカ合衆国の選挙において活動する政治資金団体。

## 概要
アメリカにおいて企業、団体、組合などが政党や政治家に直接献金を行うことは禁止されている。そのために通常は政治行動委員会（PAC）という政治資金団体を設立して個人（企業の役員や大口個人株主）から資金を集めそれを献金するという経路をとっていた。全国規模の政治団体への個人献金は年間1人5000ドルに制限されているために献金額の合計も抑えられることになる。ところが、2010年のシチズンズ・ユナイテッド対FEC裁判における連邦最高裁判決およびSpeechnow.org対連邦選挙委員会裁判における連邦巡回区控訴裁判所の判決により、憲法修正第1条の言論の自由の観点から、候補者や政党と協調していない独立した政治活動への支出については、献金額に上限を設けることは違憲であると判断された。
このような候補者から独立した政治団体は、企業献金や個人献金を大量に集め影響力が大きくなるにつれ、特別政治行動委員会（スーパーPAC）と呼ばれるようになった。スーパーPACは無制限に資金を集めることが許されており、テレビのCMなどを利用して様々なキャンペーンを行なっている。特徴的なのは、支持候補に対する支援ではなく対立候補へのネガティブ・キャンペーンが多いことである。スーパーPACへの献金者は公表が義務付けられているが、多くの団体は法的な技術を用いて選挙後まで公表を引き延ばしている。

## 事例
スーパーPAC制度が初めて用いられる大統領選挙となった2012年アメリカ合衆国大統領選挙にむけての2012年アメリカ合衆国大統領共和党予備選挙においては、ミット・ロムニーを支持するRestore Our Futureとニュート・ギングリッチを支持するWinning Our Futureが激しい批判合戦を繰り広げている。
バラク・オバマは、非難したが元部下2人が代表の「プライオリティーズUSAアクション」を設立した。
ガブリエル・ギフォーズは、無差別乱射の被害が後を絶たないことから、自身も被害者となった2011年ツーソン銃撃事件から2年になる2013年1月9日、全米ライフル協会に対抗し得る銃規制のための団体を結成した。